# Christopher Titus

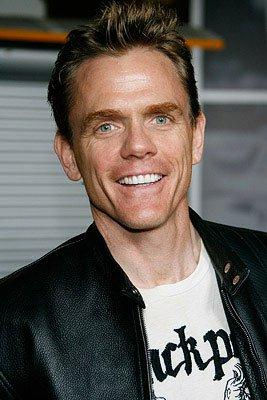
Christopher Titus, 2010

Christopher Titus (* 1. Oktober 1964 in Castro Valley, Kalifornien) ist ein US-amerikanischer Schauspieler und Stand-up-Comedian.

## Leben
Christopher Titus wuchs in Newark, Kalifornien auf. Seit seinem 18. Lebensjahr ist er Stand-up-Komiker.
Er verarbeitet in seinen Bühnenshows vor allem seine zerrüttete Familie und schockierende Lebenserfahrungen. Titus führte im November 2006 eine Tournee für die US-amerikanischen Truppen im Irak durch.
Seit 1989 hatte er mehrere Gastauftritte in diversen Fernsehserien, darunter Superman – Die Abenteuer von Lois & Clark, 21 Jump Street und Columbo. Basierend auf diesen Bühnenshows trat er ab 2000 in der Fernsehserie Titus auf, die ihm einen breiteren Publikum bekannt machte. Aufgrund zu vieler Details aus seinem Familienleben protestierten seine Familienmitglieder gegen die Serie. Im Jahr 2017 war er Regisseur, Produzent und Schauspieler der Komödie Special Unit.
Christopher Titus ist ein begeisterter Sammler getunter Autos, insbesondere von Hot Rods. Er hatte in diesem Zusammenhang mehrere Gastauftritte in der Fernsehserie Rides. Er war von 1991 bis zur Scheidung 2006 mit Erin Titus verheiratet, sie haben gemeinsam zwei Kinder. Seit 2013 ist er mit Rachel Bradley in einer Ehe.

## Filmografie (Auswahl)
- 1988: Space Invaders
- 1989: 21 Jump Street (Fernsehserie, Folge Woolly Bullies)
- 1989: Columbo: Tödliche Kriegsspiele (Grand Deceptions, Fernsehreihe)
- 1996: Superman – Die Abenteuer von Lois & Clark (1 Folge)
- 1997: Crash Dive
- 1997: Family Secret – Tödlicher Verdacht (Deep Family Secrets; Fernsehfilm)
- 1998: X-Factor: Das Unfassbare (Fernsehserie, S2 F10, Geschichte: Harley Davidson)
- 2000–2002: Titus (Fernsehserie, 54 Folgen)
- 2003: Future Tense (Fernsehfilm)
- 2006: Special Unit (Fernsehfilm)
- 2007: Scar
- 2007–2008: Big Shots (Fernsehserie, 11 Folgen)
- 2008: Remarkable Power
- 2011: CSI: Miami (Fernsehserie, 1 Folge)
- 2012: Bad Parents
- 2015: The Exes (Fernsehserie, 1 Folge)
- 2015: Rizzoli & Isles (Fernsehserie, 1 Folge)
- 2017: Special Unit (auch Regisseur und Drehbuchautor)